# Choi Min-sik
Choi Min-sik (* 30. Mai 1962 in Seoul) ist ein südkoreanischer Schauspieler, u. a. bekannt für seine Rolle in Oldboy (2003).

## Leben
Choi Min-sik begann seine Schauspielkarriere am Theater, bevor er 1992 auch ins Filmbusiness einstieg. In den 1990er Jahren setzte er seine Arbeit in Theaterproduktionen sowie in unterschiedlichen Fernsehserien (Seoul ui dal bzw. Moon Over Seoul mit Han Seok-gyu im Jahre 1994) fort. 1997 kehrte er ins Kino zurück, seine größte Rolle hatte er 1999 in einem der erfolgreichsten koreanischen Filme aller Zeiten: Shiri. Seine Darstellung eines nordkoreanischen Agenten brachte ihm viel Lob und eine Auszeichnung als Bester Hauptdarsteller bei den südkoreanischen Grand Bell Awards 1999 ein.
Nachdem er im Herbst 1999 in einer Theaterproduktion von Hamlet glänzte, spielte er unter anderem die Hauptrolle in Im Kwon-taeks Im Rausch der Farben und der Liebe als berühmter koreanischer Maler Jang Seung-eop. Der Film gewann den Preis für die Beste Regie beim Internationalen Filmfestspielen von Cannes. 2003 spielte er in Park Chan-wooks Rachethriller Oldboy einen Mann, der entführt und 15 Jahre gefangen gehalten wird, ohne dafür den Grund zu kennen. Dieser Film gewann in Cannes den Grand Prix. Chois leidenschaftliche aber kühle Darstellung machte ihn weltbekannt und zu einem Superstar in Südkorea. 2004 war er im erfolgreichen Kriegsfilm Brotherhood von Kang Je-gyu zu sehen. 2005 trat Choi erneut für Park Chan-wook vor die Kamera in Lady Vengeance. Im Jahr 2010 spielte er den psychopathischen Frauenmörder Kyung-chul im kontroversen I Saw the Devil von Kim Jee-woon. 2012 übernahm er die Rolle als Gangster in dem Thriller Nameless Gangster (Bumchoiwaui junjaeng), welchen Choi im Rahmen des 11th annual New York Asian Film Festival präsentierte. 2013 spielte er in dem Film New World einen Polizisten, der gegen die korrupten und mafiösen Machenschaften in einem koreanischen Unternehmen angeht und Undercover-Polizisten einschleust.

## Filmografie (Auswahl)
- 1989: Kuro Arirang (구로 아리랑)
- 1990: All That Falls Has Wings (추락하는 것은 날개가 있다)
- 1992: Our Twisted Hero (우리들의 일그러진 영웅)
- 1992: Our Love This Way (우리 사랑 이대로)
- 1993: Sara is Guilty (사라는 유죄)
- 1997: No. 3 (넘버 3)
- 1998: The Quiet Family (조용한 가족 Joyonghan Gajok)
- 1999: Shiri (쉬리)
- 1999: Happy End (해피 엔드)
- 2001: Failan (파이란)
- 2002: Im Rausch der Farben und der Liebe (취화선 Chwihwaseon)
- 2003: Oldboy (올드보이)
- 2004: Brotherhood (태극기 휘날리며 Taegeukgi Hwinallimyeo)
- 2004: Springtime (꽃피는 봄이 오면 Kkotpineun Bomi Omyeon)
- 2005: Crying Fist (주먹이 운다 Jumeogi Unda)
- 2005: Lady Vengeance (친절한 금자씨 Chinjeolhan Geumja-ssi)
- 2009: Himalaya, Where the Wind Dwells (히말라야, 바람이 머무는 곳 Himalaya, Baram-i Meomuneun Got)
- 2010: I Saw the Devil (악마를 보았다 Angmareul boatda)
- 2011: Leafie, A Hen into the Wild (마당을 나온 암탉 Madangeul Naon Amtak, Stimme)
- 2012: Nameless Gangster (범죄와의 전쟁 Bumchoewa-ui Jeonjaeng)
- 2013: New World (신세계 Sinsegye)
- 2014: Lucy
- 2014: Der Admiral – Roaring Currents (명량 Myeongnyang)
- 2015: The Tiger – Legende einer Jagd (대호 Daeho)
- 2022: Big Bet (카지노 Kajino)

## Auszeichnungen
- zweimal Gewinner des Grand Bell Awards als Bester Hauptdarsteller: 1999 für Shiri und 2004 für Oldboy
- Asia-Pacific Film Festival 2004: Bester Hauptdarsteller für Oldboy